# Élasto Culbuto
 (novembre 2020).
Élasto Culbuto est une série télévisée d'animation 3D en 52 épisodes de 6 minutes, produite par Pïnka Studio et réalisée par Clément Fässler. La série a été diffusée sur France 5 dans Zouzous du 25 juin 2011 au 3 mars 2012 , ainsi qu'aux vacances scolaires de janvier 2015 et sur Piwi+.

## Synopsis
Roméo est un Élasto, mince, grand et super souple. Son amie Tippy est une Culbuto, petite, ronde et rapide comme une fusée. Ils sont très différents mais vivent en harmonie avec leur famille respective et évoluent dans un univers empreint de magie et de surprises.